# Donje Prekrižje
Donje Prekrižje je naseljeno mjesto u Republici Hrvatskoj u Zagrebačkoj županiji. 

## Zemljopis
Administrativno je u sastavu općine Krašić. Naselje se proteže na površini od 0,92 km².

## Stanovništvo
Prema popisu stanovništva iz 2001. godine u Donjem Prekrižju žive 63 stanovnika i to u 19 kućanstava. Gustoća naseljenosti iznosi 68,48 st./km².
| broj stanovnika | 128   | 133   | 143   | 151   | 166   | 209   | 176   | 187   | 181   | 166   | 139   | 123   | 103   | 82    | 63    | 48    | 52    |
|                 | 1857. | 1869. | 1880. | 1890. | 1900. | 1910. | 1921. | 1931. | 1948. | 1953. | 1961. | 1971. | 1981. | 1991. | 2001. | 2011. | 2021. |